# Dearbhla Walsh
Dearbhla Walsh ist eine irische Fernsehregisseurin und Emmypreisträgerin.

## Leben
Walsh hat einen Abschluss von der Dublin City University.
Sie führte Regie bei Episoden namhafter Fernsehserien wie EastEnders, Die Tudors, Penny Dreadful und Borgia. 2014 verfilmte sie Roald Dahls Kinderbuch Mr. Hoppys Geheimnis (engl. Esio Trot) mit Judi Dench, Dustin Hoffman und James Corden in den Hauptrollen.

## Filmografie (Auswahl)
- 2002: EastEnders (Fernsehserie, 7 Episoden)
- 2004: Imagining Ulysses (Dokumentation)
- 2004–2005: Shameless (Fernsehserie, 7 Episoden)
- 2005: Funland (Fernsehserie, 3 Episoden)
- 2008: Klein Dorrit (Little Dorrit, Miniserie, 5 Episoden)
- 2008–2010: Die Tudors (The Tudors, Fernsehserie, 5 Episoden)
- 2011–2013: Borgia (Fernsehserie, 4 Episoden)
- 2014: Penny Dreadful (Fernsehserie, 2 Episoden)
- 2015: Mr. Hoppys Geheimnis (Roald Dahl’s Esio Trot, Fernsehfilm)
- 2019: The Handmaid’s Tale – Der Report der Magd (The Handmaid’s Tale, Fernsehserie, 1 Folge)
- 2020: Tales from the Loop (Fernsehserie, 1 Folge)

## Auszeichnungen (Auswahl)
Primetime Emmy Award
- 2009: Herausragende Regie für eine Miniserie, einen Fernsehfilm oder ein Special für Klein Dorrit

Celtic Media Festival
- 2004: Beste Kunstdokumenation für Imagining Ulysses

Chicago International Film Festival
- 2004: Beste Dokumentation für Imagining Ulysses

Irish Film and Television Award
- 1999: Nominierung für den Besten Kurzfilm für Cosa Nite
- 2004: Nominierung für die Beste Dokumentation für Imagining Ulysses
- 2005: Nominierung für die Beste Regie für eine Dramaserie für Shameless
- 2007: Nominierung für die Beste Dramaserie für Hide & Seek
- 2009: Nominierung für die Beste Fernsehregie für Klein Dorrit
- 2011: Beste Fernsehregie für The Silence